# 尖額海羽水蚤
尖額海羽水蚤（学名：Haloptilus mucronatus）为亮羽水蚤科海羽水蚤屬下的一个种。